# Astraea klotzschii
Astraea klotzschii är en törelväxtart som beskrevs av Ferdinand Didrichsen. Astraea klotzschii ingår i släktet Astraea och familjen törelväxter. Inga underarter finns listade i Catalogue of Life.